# H·A·R·吉布
哈密尔顿·亚历山大·罗斯基恩·吉布爵士（英语：Sir Hamilton Alexander Rosskeen Gibb，1895年1月2日 – 1971年10月22日），通称H·A·R·吉布，是位苏格兰历史学家、东方学家。

## 早年经历与教育
1895年1月2日，吉布出生于埃及亚历山大，当时取名为亚历山大·克劳福德·吉布，父亲名叫约翰·吉布（John Gibb），来自苏格兰伦弗鲁郡；母亲名叫简·安·加德纳（Jane Ann Gardner），来自苏格兰格里诺克。1897年他的父亲去世，母亲在亚历山大获得一份教职。5岁时，他返回苏格兰接受教育，接受了四年的私人教育，1904年进入爱丁堡的皇家中学，1912年毕业。他在中学主要学习古典学，也学习德语、法语和物理。1912年，他进入爱丁堡大学，加入了闪族语言（希伯来语、阿拉伯语、亚拉姆语）荣誉课程，1913年，他的母亲去世。

## 军事生涯
一战时，吉布中断了学业，1917年2月加入英国皇家炮兵，投身法国战场，后又在意大利担任了几个月的军官。
因一直服役到1918年11月11日停战，他以“战争特权”获得了文学学士（MA）学位。

## 学术生涯
战后，吉布在伦敦大学亚非学院继续学习阿拉伯语，1922年获得硕士学位。他的学位论文主题是穆斯林对河中地区的征服，后由皇家亚洲学会作为专著出版。
1921-1937年，吉布在亚非学院的东方研究学院教授阿拉伯语言文学，1930年成为教授。在此期间，他参与了《伊斯兰百科全书》的编辑工作。在他的学生中，詹姆斯·海沃斯-邓恩也成为阿拉伯学学者。1937年，他接替大卫·塞缪尔·马戈利俄斯，出任牛津大学圣约翰学院的劳德里安阿拉伯语教授，任职18年。
1955年，吉布任哈佛大学的詹姆斯·理查德·朱伊特（James Richard Jewett Professor）阿拉伯语教授。

## 个人生活
1922年吉布与海伦·杰西·史塔克（Helen Jessie Stark）结婚，生有一子一女，1971年10月22日，吉布去世。

## 学术组织
- 英国国家学术院、丹麦学术院（英语：Danish Academy）、美国哲学会成员。
- 美国文理科学院、美国中世纪学会（英语：Medieval Academy of America）名誉研究员。
- 开罗阿拉伯语学院（ademy of the Arabic Language in Cairo）成员、埃及研究院（英语：Institut d'Égypte）准成员、大马士革阿拉伯研究院（英语：Arab Academy of Damascus）荣誉会员、伊拉克科学院（英语：Iraqi Academy of Sciences）会员。

## 著作
- Ottoman Poems Translated into English Verse in the Original Forms (1882), Trübner & Company.
- A History of Ottoman Poetry (vol. 1 1900 - vol. 6 1909), Luzac and Company.
- Arabic Literature – An Introduction (1926), also (1963), Clarendon Press and (1974), Oxford University Press.
- Ibn Batuta, 1304–1377 (1929), (阿拉伯語：Tuhfat al-'anzar fi ghara'ib al-'amsar), English translation by Gibb.
- Travels in Asia and Africa, 1325–1354 （页面存档备份，存于） (1929), translated and selected with an introduction and notes, R. M. McBride. ISBN 81-206-0809-7
- Note by Professor H. A. R. Gibb （页面存档备份，存于） (1939), from Arnold J. Toynbee, A Study of History, Part I. C I (b) Annex I, p. 400-02.
- Modern Trends in Islam (1947).
- Mohammedanism: An Historical Survey (1949) retitled Islam: An Historical Survey (1980), Oxford.

- Online Chapter The Koran （页面存档备份，存于）
- Online Chapter The Sharia （页面存档备份，存于）

- Islamic Society and the West with Harold Bowen (vol. 1 1950, vol. 2 1957).
- Shorter Encyclopedia of Islam (1953), edited with J. H. Kramers, Brill.
- The Encyclopaedia of Islam (1954– ), new ed. Edited by a number of leading orientalists, including Gibb, under the patronage of the International Union of Academies. Leiden: Brill, along with that edited by J. H. Kramers, and E. Levi-Provençal.
- "Islamic Biographical Literature," (1962) in Historians of the Middle East, eds. Bernard Lewis and P. M. Holt, Oxford U. Press.
- Studies on the Civilization of Islam (1982), Princeton U. Press
- The Damascus Chronicle of the Crusades.  Extracted and translated from the Chronicle of ibn al-Qalānisi,  Luzac & Company, London, 1932.